# Валентин З.
Валентин З. — русский советский писатель-фантаст, детский писатель.
Публиковался под псевдонимом. Настоящее имя не установлено.
Известны несколько произведений, опубликованных под псевдонимом Валентин З. Первым из них стал небольшой научно-фантастический рассказ «Волшебство Доминико Лимоджелли», повествующий об утраченном открытии (опубликован в ноябрьском номере журнала «Вокруг света» за 1930 год (ленинградское издание), причем в публикации автор указан как З. Валентин, где З. — инициал имени). Второе произведение, научно-фантастическая повесть «За чудесным зерном», выпущено отдельной книгой в Государственном издательстве в 1930 году. В повести рассказана история трёх подростков, переживших голод. Сюжет основан на легенде о чудесной засухоустойчивой пшенице. В поисках волшебных злаков подростки участвуют в археологической экспедиции в советский и китайский Туркестан, обнаруживают следы древней необыкновенно развитой цивилизации.
Кроме того, в 1924-1928 гг. под псевдонимом З. Валентин вышли два сборника стихов для младших школьников («Приключения пионера Пети», Москва, 1924, и «Чайник на огне», Москва, 1928) и сказка «Негритенок Туа : сказка из цикла приключений пионеров» (Москва-Ленинград, 1925). 

## Публикации
- Валентин З. Приключения пионера Пети : [стихи для детей] / З. Валентин ; обл. и ил. худож. Л. М. - М. ; Л. ; Ново-Николаевск : Мол. гвардия, 1924. - 8 с. : ил.
- Валентин З. Негритенок Туа : сказка из цикла приключений пионеров / З. Валентин ; [обл. и ил. худож. Л. М.]. - М. ; Л. : Мол. гвардия, 1925. - 22 с. : ил. ; 22 см.
- Валентин З. Чайник на огне : [стихи] / рис. Мальков. - Москва : Рабочая газета, [1928] (тип. "Раб. газ."). - 10 с. : красочн. ил. - (Библиотека Мурзилки).
- Валентин З. Волшебство Доминико Лимоджелли: Рассказ / Рис. И. Ец. // Вокруг света. — 1929. — № 32. — C. 21—22.
- Валентин З. За чудесным зерном: Повесть / Рис. В. Бехтеева. — М.—Л.: Госиздат, 1930. — 255 с. — 10 000 экз.